# خستگی (فرسودگی) ارتعاش

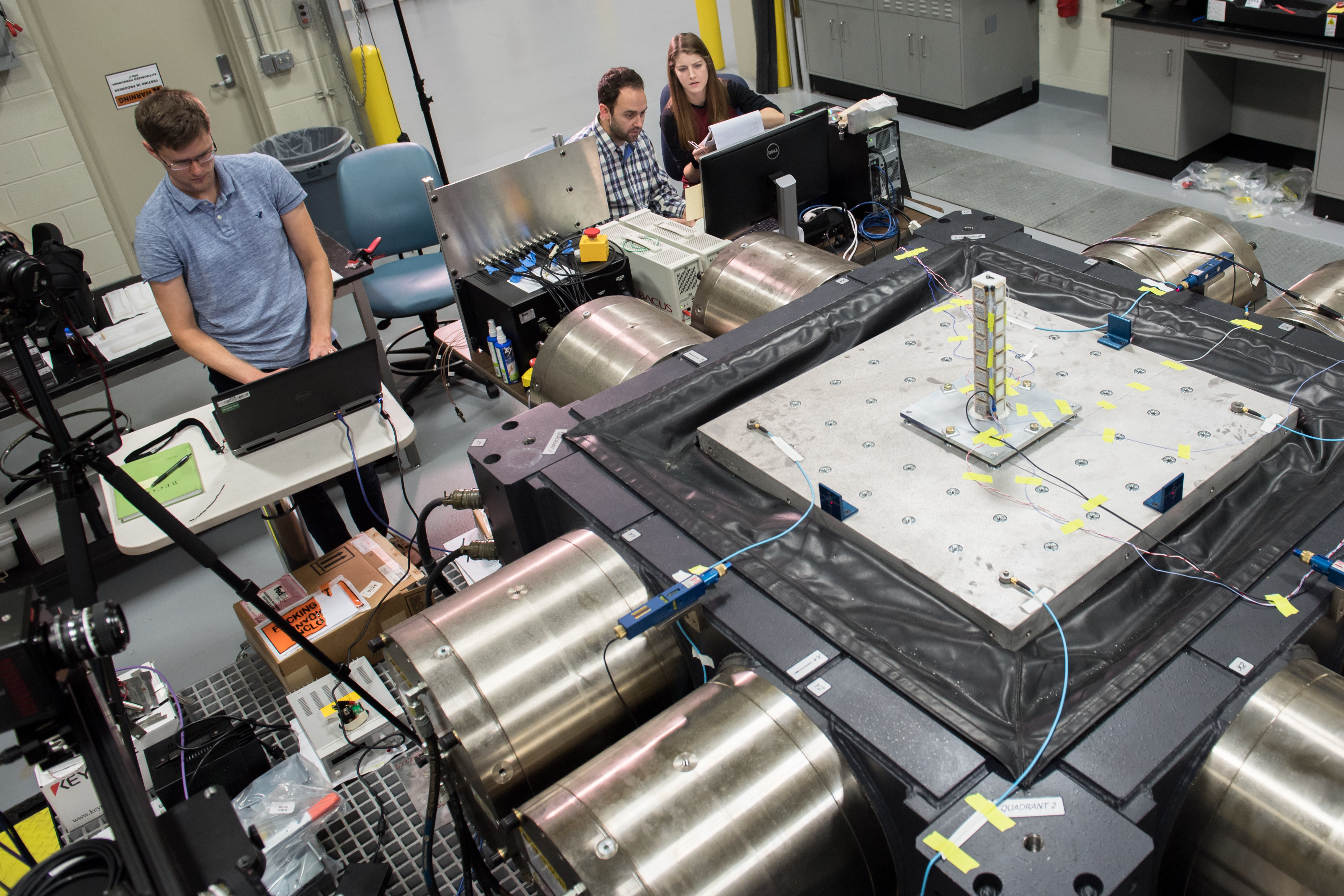
محققان با استفاده از ماشینی که به عنوان «شاکر» شناخته می‌شود، در حال بررسی اثرات ارتعاشات چند محوری هستند، ۲۰۱۹

خستگی لرزش یک اصطلاح در مهندسی مکانیک است که خستگی ماده را توصیف می‌کند و ناشی از لرزش اجباری طبیعت ماده است. یک سازه برانگیخته با توجه به حالت‌های دینامیکی طبیعی خود پاسخ می‌دهد که منجر به فشار استرس پویا در نقاط مواد می‌شود. بنابراین روند خستگی مادی تا حد زیادی توسط شکل پروفایل تحریک و پاسخی که تولید می‌کند اداره می‌شود. از آنجا که پروفایل‌های برانگیختگی و پاسخ ترجیحاً در حوزه فرکانس مورد تجزیه و تحلیل قرار می‌گیرند، استفاده از روش‌های ارزیابی عمر خستگی، که می‌توانند بر روی داده‌ها در دامنه فرکانس مانند تراکم طیفی قدرت (PSD) کار کنند، عملی است.
بخش مهمی از تجزیه و تحلیل خستگی لرزش، تحلیل معین است که در معرض حالت‌های طبیعی و فرکانس ساختار ارتعاش، پیش‌بینی دقیق از پاسخ تنش محلی نسبت به تحریک ایجاد شده داده می‌شود. فقط در این صورت، هنگامی که پاسخهای تنش شناخته می‌شود، می‌توان خستگی لرزش را به خوبی توصیف کرد.
رویکرد کلاسیک تر ارزیابی خستگی شامل شمارش چرخه، استفاده از الگوریتم جریان باران(rainflow algorithm) و جمع‌بندی با استفاده از فرضیه آسیب خطی (Palmgren-Miner linear damage hypothesis) است که به‌طور مناسب مضرات چرخه مربوط را جمع می‌کند. هنگامی که تاریخ و زمان مشخص نیست، به علت مشخص نبودن(random) بار (مثلاً ماشین در جاده با زمین دارای اصطکاک یا توربین بادی رانده شده(wind driven turbine) نمی‌توان محاسبات دقیقی بر روی چرخ‌ها انجام داد. تاریخ‌های چندگانه را می‌توان برای یک فرایند تصادفی (random process) مشخص شبیه‌سازی کرد، اما چنین رویه ای دست و پاگیر و از نظر محاسباتی گران است(computationally expensive).
روش‌های لرزش-خستگی رویکرد مؤثرتری ارائه می‌دهد که عمر خستگی را بر اساس PSD تخمین می‌زند. اگز نتوان از این روش برای تخمین استفاده کرد، با رویکرد حوزه زمان ارزیابی صورت می‌گیرد. هنگام برخورد با بسیاری از گره‌ها در مواد و تجربه پاسخ‌های مختلف (به عنوان مثال یک مدل در یک بسته FEM)، نیازی به شبیه‌سازی زمانی نیست و این مسئله با استفاده از روش‌های لرزش-خستگی، محقق می شود تا عمر خستگی را در بسیاری از نقاط روی ساختار محاسبه کرده و با خطای پایین پیش‌بینی کرد که احتمالاً شکست در چه موارد و نواحی رخ خواهد داد.

## تخمین لرزش، خستگی و عمر

### بار تصادفی
در یک فرایند تصادفی، دامنه نمی‌تواند به عنوان تابعی از زمان توصیف شود؛ زیرا ماهیت آن احتمالی است. با این حال، برخی از ویژگی‌های آماری را می‌توان از یک نمونه سیگنال استخراج کرد که نشان دهنده تحقق یک فرایند تصادفی می‌باشد. ویژگی مهم در زمینه خستگی لرزش، عملکرد چگالی احتمال دامنه است که توزیع آماری نقاط اوج را توصیف می‌کند. در حالت ایده‌آل، احتمال دامنه چرخه و توصیف شدت بار، می‌تواند به‌طور مستقیم نتیجه‌گیری شود. اما باید در نظر داشت که این امر، همواره ممکن نیست.

### اثرات پویایی ساختاری

اولین حالت طبیعی پرتوی کانتری.

تحریک تصادفی از ساختار، بسته به پویایی طبیعی ساختار مورد نظر، پاسخ‌های متفاوتی ایجاد می‌کند. حالت‌های طبیعی مختلف برانگیخته می‌شوند و هر کدام تا حد زیادی بر توزیع تنش در مواد تأثیر می‌گذارند. روش استاندارد محاسبه توابع پاسخ فرکانس برای ساختار تجزیه و تحلیل شده، با بررسی بارگذاری یا تحریک اعمال شده نتایج حاصل از تنش را مشخص می‌کند. با وجود حالت‌های مختلف برانگیختگی، پخش انرژی لرزش در یک محدوده فرکانس مستقیماً بر دوام ساختار تأثیر می‌گذارد؛ بنابراین تجزیه و تحلیل دینامیک ساختاری بخش مهمی از ارزیابی لرزش-خستگی است.

### شیوه‌های لرزش-خستگی
هنگامی که توزیع دامنه چرخه شناخته می‌شود، محاسبه شدت آسیب به صورت مستقیم است. این توزیع را می‌توان از یک تاریخ زمانی، به سادگی با شمارش چرخه بدست آورد. باید توجه داشت که برای نتیجه‌گیری از PSD، باید رویکرد دیگری اتخاذ شود.
با استفاده از روشهای مختلف لرزش-خستگی شدت خسارت را بر اساس لحظات و با کمک PSD، که خصوصیات آماری فرایند تصادفی را مشخص می‌کند، تخمین زده می‌شود. فرمول محاسبه چنین برآوردی (با استثنائات بسیار اندک)، تجربی است و در شبیه‌سازی‌های بی شماری از فرآیندهای تصادفی بر پایه PSD استوار است. در نتیجه، صحت این روشها بسته به طیف پاسخ تحلیل شده، پارامترهای ماده و خود روش متفاوت است. ضمن اینکه برخی از آنها دقیق‌تر از سایرین هستند.
متداول‌ترین روش مورد استفاده، روشی است که توسط T. Dirlik در سال ۱۹۸۵ توسعه یافته‌است. تحقیقات اخیر درمورد دامنه فرکانس تخمین عمر خستگی روش‌های بنا شده پیشین و شیوه‌های دید را به خوبی مقایسه کرده‌است و نتیجه‌گیری نشان داد که روش‌های ژائو و بیکر (توسعه یافته در سال 1992) و همچنین، شیوه‌های بنا شده توسط Benasciutti و Tovo، (توسعه یافته در سال 2004) برای تجزیه و تحلیل لرزش-خستگی مناسب هستند.

## کاربردها
روش‌های خستگی لرزش در موقعیت‌هایی استفاده می‌شود که ساختار بارگیری را تجربه کند. این بارگیری ناشی از یک فرایند تصادفی است(random process.). فرایند تصادفی می‌توانند شامل نیروهای مختلفی باشد؛ برای مثال نیروی وارد شده از جاده به شاسی اتومبیل(car chassis)، وزش باد در توربین بادی wind turbine، امواج با ساخت و ساز دریایی(offshore construction) یا یک کشتی دریایی(marine vessel). این بارها ابتدا با اندازه‌گیری و تجزیه و تحلیل از نظر آماری مشخص می‌شوند و سپس داده‌ها در فرایند طراحی محصول استفاده می‌شوند.
اثربخشی محاسباتی روش‌های لرزش-خستگی بر خلاف رویکرد کلاسیک، استفاده از آنها را در ترکیب با نرم‌افزاری FEM است و این تفاوت امکان ارزیابی خستگی پس از بارگذاری معلوم را ممکن می‌سازد. استفاده از روش‌های لرزش-خستگی مناسب است، زیرا تجزیه و تحلیل ساختاری در حوزه فرکانس مورد مطالعه قرار می‌گیرد.
روش معمول در صنعت خودرو(automotive industry) استفاده از تست‌های لرزش شتاب است. در طول آزمایش، یک قسمت یا یک محصول در معرض لرزش (vibration)قرار می‌گیرد، با آنچه انتظار می‌رود در طول عمر محصول باشد در ارتباط است. برای کوتاه کردن زمان آزمایش، دامنه‌ها تقویت می‌شوند. طیف تحریک مورد استفاده باند پهن(broad-band) است که با استفاده از روش‌های لرزش-خستگی، مورد ارزیابی قرار می‌گیرد.